# Tylko nie mów nikomu
Tylko nie mów nikomu (lit. ‘No ho diguis a ningú’) és una pel·lícula documental de 2019, dirigida per Tomasz Sekielski, sobre els casos d'abús sexual infantil a l'Església catòlica a Polònia.

## Sobre la pel·lícula

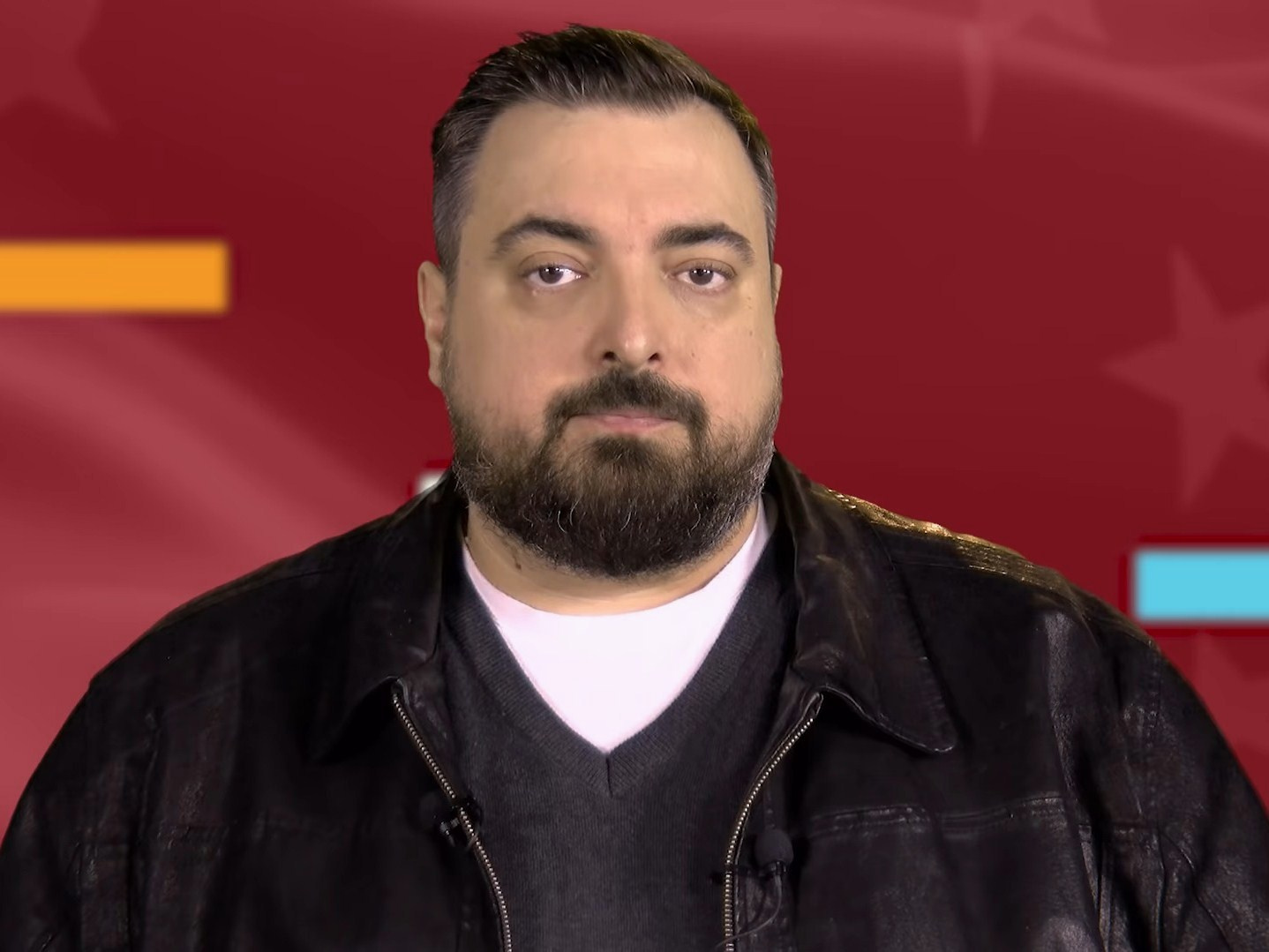
Tomasz Sekielski el 2019, dies després de l'estrena a Internet.

La pel·lícula, amb un metratge de 121 minuts, és una producció independent dels germans Tomasz i Marek Sekielski a través del servei de micromecenatge Patronite.
La pel·lícula aborda la responsabilitat de la Conferència Episcopal de Polònia per encobrir a cures pederastes, tant en casos recents com d'antics.
Es van llançar acusacions de pederàstia per primera vegada contra Franciszek Cybula, capellà personal i confessor de l'expresident de Polònia Lech Wałęsa, i contra Eugeniusz Makulski, qui va emprendre la construcció de la Basílica de Nostra Senyora de Licheń.
Els autors van convidar a diversos alts dignataris de l'Església a participar, però els arquebisbes Wojciech Polak i Stanisław Gądecki van rebutjar la invitació i el cardenal Kazimierz Nycz, l'arquebisbe Sławoj Leszek Głódź i el bisbe Jan Tyrawa no van respondre.

## Distribució

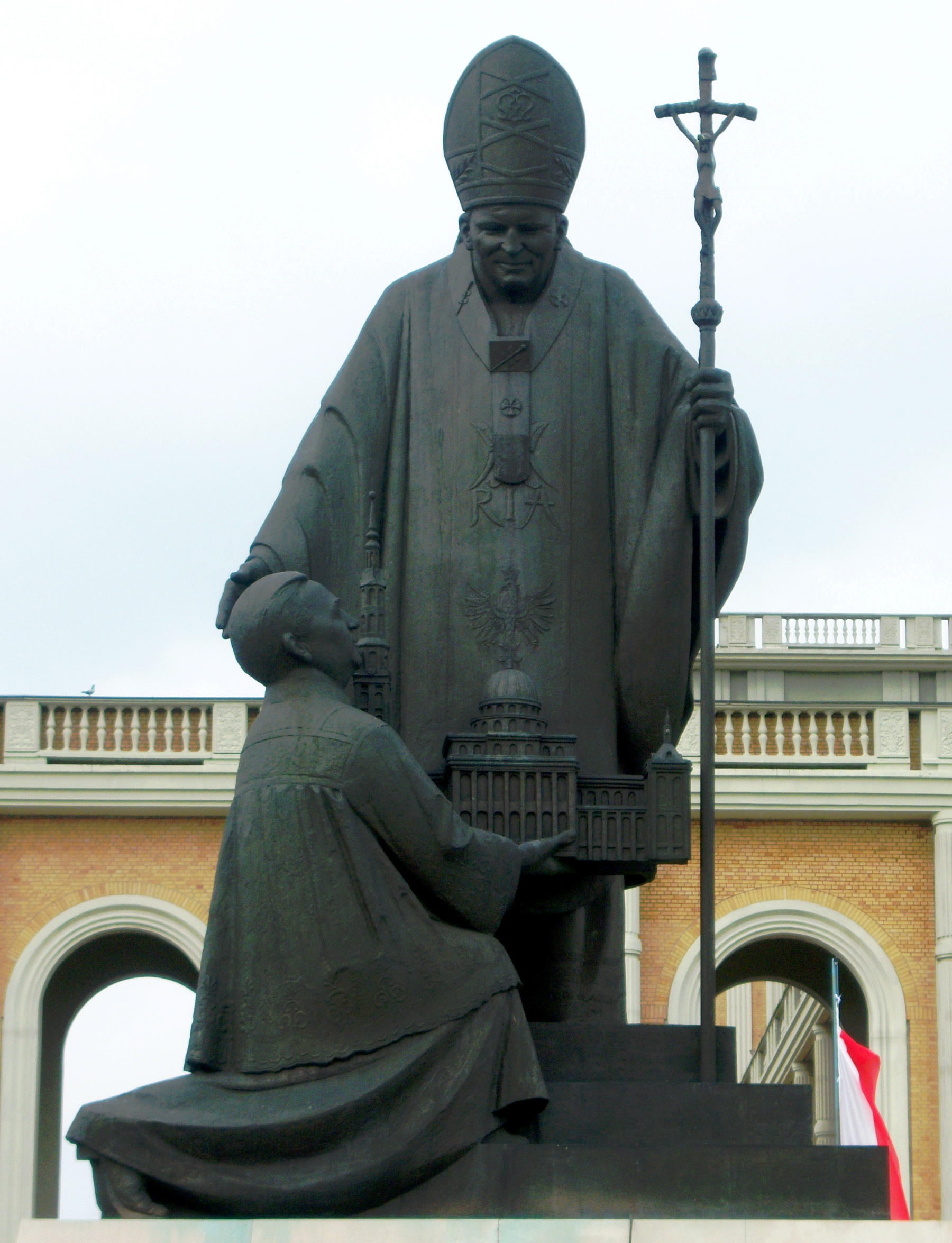
Monument que representa al papa Joan Pau II i al sacerdot Eugeniusz Makulski.

L'11 de maig de 2019 es va publicar a YouTube i va ser vista més d'un milió de vegades en les primeres 5 hores i mitja, la qual cosa va suposar un nou rècord a la versió en polonès de la plataforma digital. Al cap de 55 hores, havia acumulat 10 milions de visualitzacions, xifra que va pujar a 20 milions al cap de vuit dies.
A causa de l'alta popularitat del documental, els autors es van posar en contacte amb Netflix per a la seva distribució internacional. No van descartar realitzar una sèrie documental sencera sobre el tema.
Tomasz Sekielski va anunciar que concediria una llicència lliure per a emetre la pel·lícula en la televisió nacional, amb la finalitat d'aconseguir la màxima difusió possible. El 16 de maig, es va emetre al canal de televisió WP. El segon canal a emetre'l va ser TVN.
Tomasz Sekielski va transmetre la seva intenció que la pel·lícula arribés al papa Francesc, de nacionalitat argentina, per aquesta raó, el 20 de maig, es va anunciar la incorporació de subtítols en castellà.

## Recepció
Tant l'anunci del rodatge de la pel·lícula com la seva estrena van ser àmpliament comentats en els mitjans de comunicació i xarxes socials a Polònia, així com a l'estranger.
Al cap de poques hores de l'estrena, diversos alts càrrecs eclesiàstics polonesos van emetre comunicats. El primat i arquebisbe de Gniezno Wojciech Polak va escriure «Estic profundament commogut pel que vaig veure en la pel·lícula del senyor Sekielski», i el president de la Conferència Episcopal i arquebisbe Stanisław Gądecki va comentar «Amb emoció i tristesa he vist avui la pel·lícula, per la qual m'agradaria donar les gràcies al director». No obstant això, l'arquebisbe de Gdańsk Sławoj Leszek va comentar sobre aquest tema «Ahir vaig tenir altres activitats, no veig qualsevol cosa», paraules per les quals va demanar perdó tres dies després. El cardenal Kazimierz Nycz va dir que va ser error seu no accedir a participar en el documental, i es va disculpar per això.
El primat Wojciech Polak va indicar durant una entrevista a Radio Zet que no considerava la pel·lícula com un atac contra l'Església. Tadeusz Rydzyk, d'altra banda, va comentar «És una lluita contra l'Església calculada per a la seva destrucció». Va afegir que el drama de les víctimes s'havia convertit en una «indústria de la pedofília» i que «ja teníem un club d'antisemitisme, nazisme, nacionalisme, feixisme i ara s'ha format un club de pedofília. L'odi està darrere de tot això». Després de l'emissió, el sacerdot Dariusz Olejniczak, que apareixia en el documental, va demanar al Papa Francesc que fos relegat a un estatus secular per tal que se li retirés la prohibició judicial.
En resposta a la pel·lícula, els representants de l'Orde Mariana van emetre un comunicat on van afirmar que tots els casos denunciats relacionats amb Eugeniusz Makulski van ser posats en coneixement a la Santa Seu i que el sacerdot tenia prohibida qualsevol activitat pastoral. El monument de Licheń que representa el papa Joan Pau II amb Eugeniusz Makulski va ser cobert per un drap blanc el maig de 2019. El mes següent, el monument va ser eliminat, encara que es van fer plans per portar-lo de nou després que l'estàtua de Makulski fos retirada amb èxit.
L'arquebisbat de Kielce va emetre una declaració sobre el sacerdot Jan A., que havia estat assetjant una nena de set anys, entre d'altres. Van informar que la documentació completa del cas havia estat enviada a la Santa Seu. Jan A. és actualment un prevere retirat de l'arquebisbat i està amenaçat d'expulsió del sacerdoci. Malgrat tot, des del punt de vista legal, el cas ha prescrit tant en la jurisdicció civil com eclesiàstica. L'arquesbisbat de Bydgoszcz va informar que el sacerdot Paweł Kania, que també apareixia al documental, havia estat retirat de l'estatus clerical.
L'Oficina Nacional de Fiscalia polonesa va informar que havia creat un equip de fiscals, la tasca dels quals era analitzar els casos presentats al documental.
L'organització Press Club Polska va guardonar als germans Sekielski amb un premi especial per haver creat un documental sobre un dels fenòmens més xocants, la pedofília entre els sacerdots.
A l'octubre de l'any anterior, ja s'havia emès una altra pel·lícula, Kler (lit. ‘Clergat’), sobre l'abús infantil, les relacions de parella, la corrupció, la cobdícia i l'alcoholisme a l'Església a Polònia. Kler va aconseguir convertir-se en la pel·lícula més vista al país del segle XXI.